# Agnes Brown
Agnes Henderson Brown, también conocida como Nannie Brown (12 de abril de 1866 - 1 de diciembre de 1943) fue una sufragista y escritora británica. Fue una de las «Brown Women» que caminó de Edimburgo a Londres en 1912. Una de las primeras mujeres ciclistas de Escocia. Repitió la caminata, pero esta vez desde John O Groats. Fue miembro fundador del Instituto Rural de Mujeres Escocesas.

## Biografía
Brown nació en Edimburgo en 1866, hija de William ("Durie") Brown (1858-1921) y su esposa Jessie Wishart Henderson. La familia vivía en el 125 de Princes Street, frente al Castillo de Edimburgo. Su padre era un activista de los derechos de la mujer. Su oposición a los impuestos que diferenciaban entre géneros le llevó a terminar en la cárcel de Calton. Su padre dirigía varias fruterías bajo el título de William Brown & Sons pero entrenó bien a sus hijas, Agnes y Jessie, y se negó a someterse a las leyes a las que se oponía. Escribió un libro sobre sus experiencias.
Brown era activista de la Liga de la Libertad de las Mujeres, una organización de sufragio creada en 1907 en respuesta a la autocracia de las «Pankhursts». Se ofreció como voluntaria para ser una de las «Brown Women». Las «Brown Women» no fueron nombradas en su honor sino por los abrigos marrones que llevaban las caminantes. Fue idea de Florence de Fonblanque y ella. Brown y otras cuatro personas, incluida Sarah Benett, partieron de Edimburgo en 1912 para caminar hasta Londres. Tenían bufandas blancas y sombreros verdes y mientras viajaban reunieron firmas para una petición por los derechos de la mujer. Las caminantes tuvieron que hacer quince millas y asistir a una reunión cada día y de esta manera tardaron cinco semanas en llegar a Londres. Siguieron la ruta de la A6 y se les unieron otras a lo largo del camino. Un día, cerca de Berwick, caminaron más de 30 millas antes de ser recibidas por el miembro del parlamento local. Finalmente llegaron a Londres el 16 de noviembre donde fueron enviados su carro y caballo de vuelta a Escocia. Fueron en metro a Trafalgar Square donde las caminantes entraron con música. Rosalie Gardiner Jones era partidaria de las «Pankhursts», y organizó caminatas en Estados Unidos que eran similares a las caminatas de las «Brown Wowem». Una de las caminatas de sufragio de Jones incluyó la caminata a Albany (Nueva York), en diciembre de 1912.
Con un padre que había sido un prisionero político de facto, apoyó la idea de que los hombres pudieran ser miembros de la Liga de la Libertad de la Mujer. En 1913 un grupo de hombres profesionales no consiguió reunirse con Asquith para discutir la ampliación de los votos a las mujeres. Ese grupo formó la Northern Men's Federation for Women's Suffrage («Federación de Hombres del Norte para el Sufragio Femenino») y Agnes se ofreció para ser su secretaria.

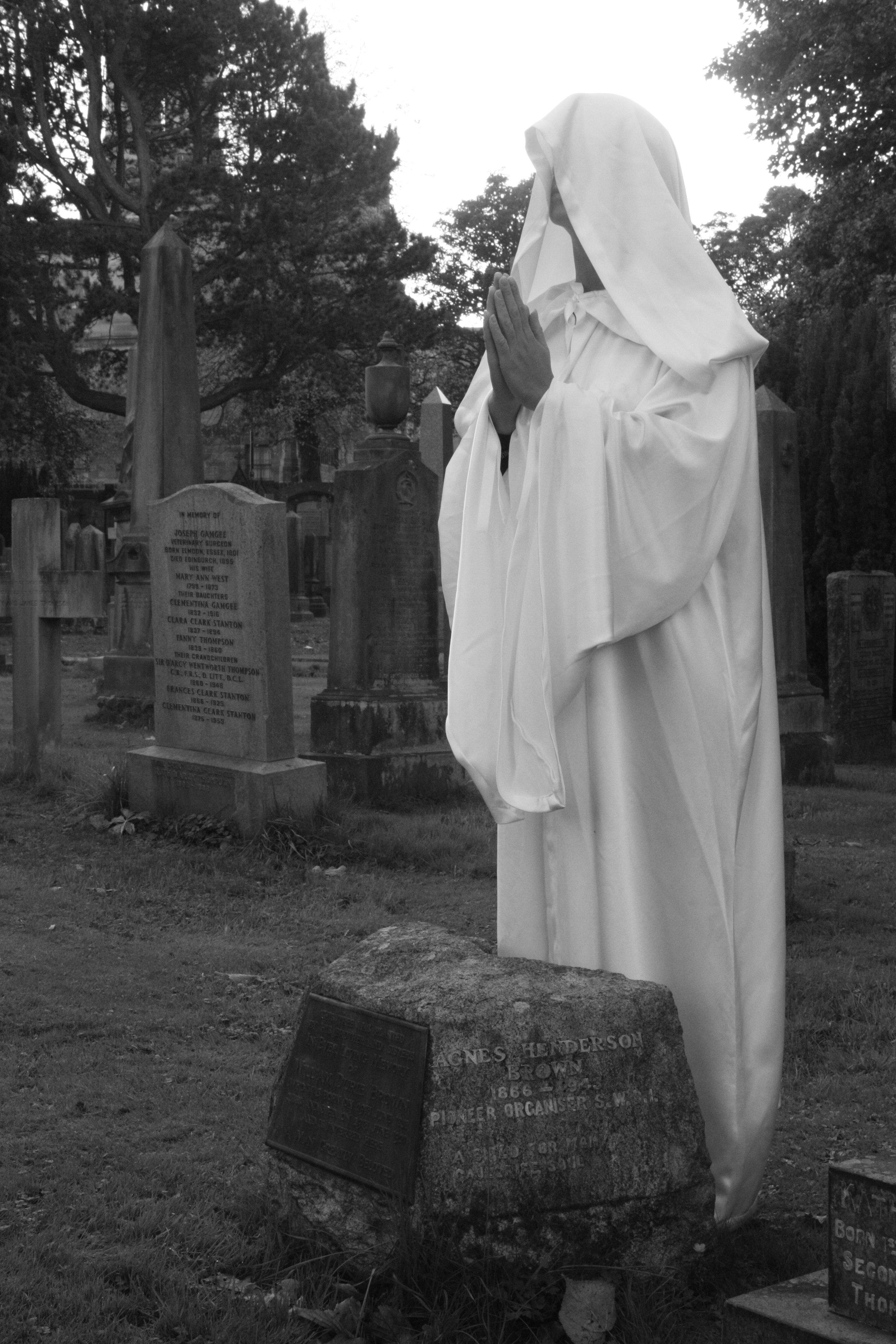
Veneración en la tumba de Agnes Brown, en Dean Cemetery.

En 1917 se convirtió en organizadora de zona en la primera reunión de los Institutos Rurales de la Mujer Escocesa, ya que ayudaban a la agricultura escocesa, pero con el tiempo fueron eliminados de la organización por la Junta de Agricultura de Escocia. En 1918 fue una de las fundadoras de la Asociación de Ciudadanas de Edimburgo, que fue una de las muchas Asociaciones de Ciudadanas de Edimburgo que se formaron en todo el país para educar a las nuevas votantes. Otros miembros fueron Sarah Siddons, Lillias Tait Mitchell y Agnes Syme Macdonald.
Brown escribió artículos y obras de teatro y participó en sociedades como la Edinburgh Dickens Fellowship, aprendió a escribir a máquina y a montar en bicicleta. Continuó caminando. No contenta con la caminata de las «Brown Women», repitió una caminata similar, pero esta vez partió de John O Groats. Mientras viajaba a Londres, informó sobre su viaje en el Weekly Scotsman.
Brown murió el 1 de diciembre de 1943 y fue enterrada con sus padres en el Cementerio de Dean en el oeste de Edimburgo. La pequeña (y vandalizada) tumba se encuentra en una de las secciones centrales y está muy oscurecida por las tumbas más grandes en el frente. Fue destacada en la Sociedad Escocesa de Saltira, que publicó su obituario, como Comunidad de Mujeres Destacadas de Escocia en 2014-2015.